# Lungu (Estonia)
Lungu – wieś w Estonii, prowincji Järva, w gminie Türi.